# Acaena vinosa
Acaena vinosa é uma espécie de rosácea do gênero Acaena, pertencente à família Rosaceae.